# Mary Webb
Mary Gladys Meredith Webb (ur. 25 marca 1881 w Leighton-under-the-Wreckin, w hrabstwie Shropshire, zm. 8 października 1927 w St Leonards-on-Sea, w Hastings) – angielska powieściopisarka, krytyk literacki oraz krytyk sztuki walijskiego pochodzenia, epigon romantyzmu. Pełne zachwytu i uznania przedmowy do jej dzieł pisali m.in. Gilbert Keith Chesterton, John Buchan czy James Matthew Barrie. Za życia uznawana powszechnie za jedno z najwybitniejszych zjawisk XX-wiecznej literatury angielskiej, współcześnie popadła w zapomnienie.
Największy wpływ na jej pisarstwo mieli dwaj romantyczni poeci: William Wordsworth oraz Percy Bysshe Shelley, zwłaszcza w kwestii silnych inspiracji folklorem oraz ideami panteizmu. Twórczość Mary Webb jest przy tym przesiąknięta miłością do rodzinnego krajobrazu hrabstwa Shropshire, stanowiącego właściwie główną treść wszystkich jej powieści; bohaterowie stanowią nieodłączną część dziewiczej przyrody, a ich rozbudowane sylwetki psychologiczne służą przede wszystkim interpretacji mistycyzmu przyrody pogranicza Anglii i Walii.
Rodzina Mary Webb była blisko spokrewniona z inną osobistością literatury angielskiej, Walterem Scottem.